# Nguyễn Văn Hiến (Nghệ An)
Nguyễn Văn Hiến (sinh năm 1962) là chính trị gia người Việt Nam. Ông hiện là Chánh án Tòa án nhân dân tỉnh Bà Rịa – Vũng Tàu. Ông từng là đại biểu Quốc hội Việt Nam khóa 13, thuộc đoàn đại biểu tỉnh Bà Rịa – Vũng Tàu.

## Tiểu sử
Nguyễn Văn Hiến sinh ngày 19/8/1962, người dân tộc Kinh, không theo tôn giáo nào.
Ông có quê quán ở xã Quỳnh Phương, huyện Quỳnh Lưu, Nghệ An.
Ông có bằng Cử nhân Luật và Cao cấp lý luận chính trị.
Ngày 2/1/1988, ông gia nhập Đảng Cộng sản Việt Nam.
Ông là đại biểu Quốc hội Việt Nam khóa 13 nhiệm kì 2011-2016 thuộc đoàn đại biểu tỉnh Bà Rịa – Vũng Tàu, Quyền Trưởng đoàn Đoàn ĐBQH tỉnh Bà Rịa – Vũng Tàu khóa XIII, Ủy viên Ủy ban Tư pháp của Quốc hội khóa 13.
Ngày 5 tháng 4 năm 2016, ông được Chánh án Tòa án nhân dân tối cao Việt Nam Nguyễn Hòa Bình bổ nhiệm giữ chức vụ Chánh án Tòa án nhân dân tỉnh Bà Rịa – Vũng Tàu thay cho Nguyễn Văn Cơ nghỉ công tác chờ đủ tuổi nghỉ hưu.